# Emil Mannkopff

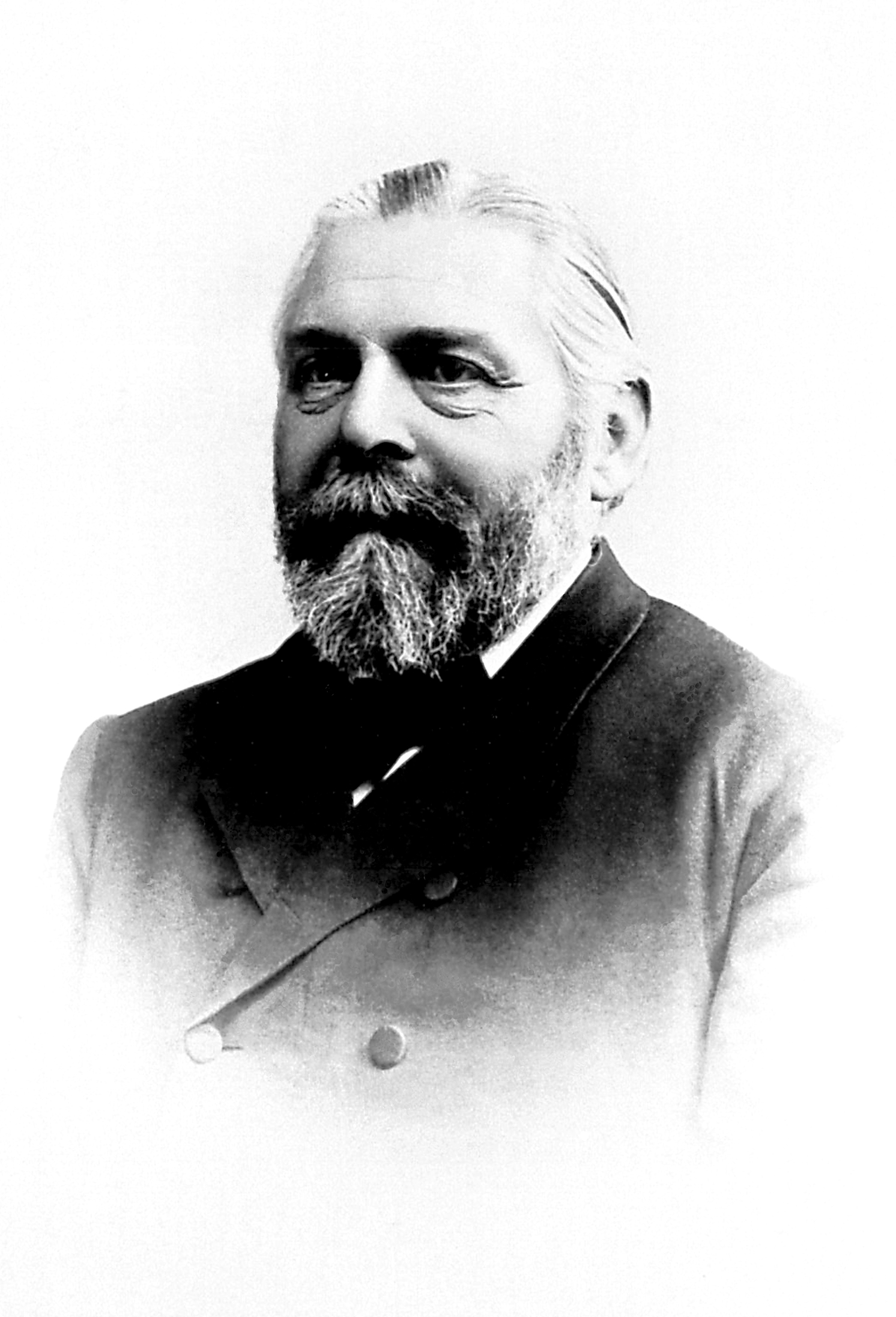
Emil Wilhelm Mannkopff

Emil Wilhelm Mannkopff (* 5. Juni 1836 in Pasewalk; † 15. Januar 1918 in Marburg) war ein deutscher Hochschullehrer für Innere Medizin.

## Leben
Nachdem er im Herbst 1854 in Berlin das Abitur gemacht hatte, studierte Mannkopff Medizin an der Friedrich-Wilhelms-Universität Berlin, der Julius-Maximilians-Universität Würzburg, der Karls-Universität Prag und der Universität Wien. Zu seinen Lehrern zählten Johannes Peter Müller, Rudolf Virchow, Johann Lukas Schönlein und Ludwig Traube. Am 16. August 1858 promovierte er zum Dr. med. Im selben Jahr wurde er Conkneipant des Corps Nassovia Würzburg. 1863 erhielt er das Band der Nassauer. Im März 1859 als Arzt approbiert, war er für kurze Zeit praktischer Arzt in Berlin. 1860 wurde er an der Charité Erster Assistenzarzt bei Friedrich Theodor von Frerichs, bei dem er sich 1862 habilitierte. Nachdem er als Privatdozent am Deutschen Krieg teilgenommen hatte, folgte er zum 9. März 1867 dem Ruf der Philipps-Universität Marburg auf ihren Lehrstuhl für Innere Medizin. Wenig später, am 11. Juni 1867, heiratete er Marie Fischer aus Berlin. Begeistert begrüßte er den Ausbruch des Deutsch-Französischen Krieges, an dem er wie alle Hessen-Nassauer teilnahm. 1878/79 und 1885/86 amtierte er als Rektor der Universität. Unter Mannkopffs Direktorat wurde eine neue Klinik mit Laboratorien errichtet und 1886 eröffnet. 1891 wurde er Vorsitzender der ärztlichen und zahnärztlichen Prüfungskommission. Nach 38 Dienstjahren wurde er 1905 emeritiert. Er starb mit 82 Jahren.

## Ehrungen
- Eisernes Kreuz (1870)[3]
- Charakter als Geheimer Medizinalrat[3]
- Generalarzt der Hessen-Kasseler Landwehr (1892)[3]
- Wahl in die Deutsche Akademie der Naturforscher Leopoldina[3]
- Bandverleihung des Corps Hasso-Nassovia (5. Juni 1906)[7]
- Mannkopff-Haus, Bettenhaus im Universitätsklinikum Marburg
- Büste in der Medizinischen Universitätsklinik Marburg (9. März 1907)[8]
- Mannkopff-Straße am Marburger Klinikum (1929)